# São Brás do Suaçuí
São Brás do Suaçuí – miasto i gmina w Brazylii, w stanie Minas Gerais. Znajduje się w mezoregionie Metropolitana de Belo Horizonte i mikroregionie Conselheiro Lafaiete.